# Massimiliano Frezzato
Massimiliano Frezzato   (Torí, 12 de març de 1967 - Torí, 21 d'octubre de 2024) va ser un autor de còmics italià.

## Biografia
Nascut a Torí, va estudiar al Liceo artistico de la seva ciutat natal i va començar la seva carrera l'any 1985. El 1990 va començar la sèrie Margot, escrita per Jerome Charyn, per a USA Magazine, però això va cessar ràpidament arran d'una disputa amb l'editor: Glénat. La seva obra més famosa va ser I custodi del Maser (Keepers of the Maser), que va aparèixer l'any 1996 i ha estat traduïda a nombrosos països, com Estats Units, Alemanya, França, Bèlgica, Portugal, Polònia i Dinamarca. El seu estil està molt manllevat de la ciència-ficció i la fantasia heroica. Frezzato va morir el 21 d'octubre de 2024, a l'edat de 57 anys.